# Basile Moreau

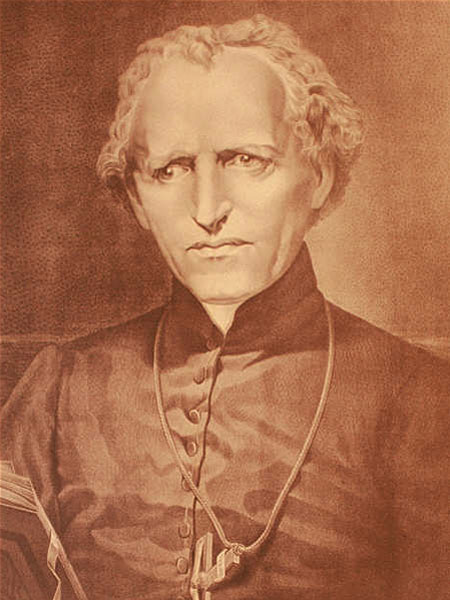
Basile Moreau

Basile Moreau (* 11. Februar 1799 in Laigné-en-Belin, Arrondissement Le Mans; † 20. Januar 1873 in Le Mans) war ein französischer römisch-katholischer Priester, Volksmissionar und Ordensgründer. 2007 wurde er seliggesprochen.

## Leben
Basile-Antoine Marie Moreau war das neunte von 14 Kindern eines Weinhändlers. Geboren zur Zeit der revolutionären Säkularisationen, empfing er selbst von einem flüchtigen Priester die Taufe und wurde religiös erzogen. 1816 trat er ins Sulpizianer-Seminar in Le Mans ein und wurde 1821 mit Dispens vom kanonischen Alter zum Diözesanpriester geweiht. In den folgenden Jahren wurden ihm Lehr- und Seelsorgeaufgaben an den diözesanen Seminaren übertragen. Sein großes Anliegen wurde die Volksmission und der Gemeindeaufbau nach dem Zusammenbruch der alten kirchlichen Strukturen.
1833 führte Moreau die Hilfspriester in Le Mans zu einer Gemeinschaft zusammen, die die überlasteten Pfarrer bei der Katechese unterstützen sollte. 1835 übertrug ihm Bischof Jean-Baptiste Bouvier außerdem die Leitung der 15 Jahre vorher gegründeten St.-Josefs-Bruderschaft. Moreau vereinigte beide Gemeinschaften 1837 zur Kongregation vom Heiligen Kreuz (Congrégation de Sainte-Croix), benannt nach dem Gründungsort Sainte-Croix bei Le Mans. 1840 legten er und eine Gruppe von Gründungsmitgliedern die Ordensgelübde ab. 1841 rief er außerdem einen weiblichen Zweig der Gemeinschaft ins Leben.
Moreaus ganzer Einsatz galt der Vertiefung der Spiritualität und des Gemeinschaftslebens der Kongregation, der er das Leitwort Ave Crux, spes unica und die Mater Dolorosa als Schutzpatronin gab. Er bemühte sich um die päpstliche Approbation, stieß jedoch auf den Widerstand von Bischof Bouvier, der auch in anderen Fragen mit ihm uneinig war. Erst drei Jahre nach Bouviers Tod wurde die Approbation 1857 erteilt.
Schon 1842 wagte die Kongregation den Schritt in die Überseemission. Moreau sandte sieben Mitglieder in die USA, darunter Edward Sorin. Als dieser im neuen Wirkungsbereich, unterstützt vom dortigen Bischof, unabhängig und unautorisiert zu handeln begann und aus der Heimat finanzielle Unterstützung verlangte – u. a. für die Gründung der University of Notre Dame in Indiana –, kam es zu einem Konflikt, der Moreau schwer belastete und demütigte. Dem Zerbrechen der Kongregation kam er durch seinen Rücktritt von der Leitung 1866 zuvor. Sorin wurde 1868 sein Nachfolger.
Moreau zog sich in ein Haus der Heilig-Kreuz-Schwestern zurück, wirkte aber bis zu seinem Tod weiter als Prediger und Exerzitienleiter.

## Verehrung
Nach seinem Tod wurde Moreau fast völlig vergessen oder bewusst verschwiegen. Die Erneuerung seines Gedächtnisses war Streitgegenstand zwischen den verschiedenen Teilen seiner Kongregation, wobei ein Neffe Moreaus eine polarisierende Rolle spielte. Den Konventen in den USA blieb er bis in die 1930er Jahre unbekannt. In Frankreich veröffentlichte die Kongregation ab 1920 seine geistlichen Schriften und Briefe. 1931 kaufte die Gemeinschaft die ursprüngliche Konventskirche in Le Mans-Sainte-Croix zurück. Nach ihrer gründlichen Restaurierung wurden die sterblichen Überreste Moreaus am 9. November 1938 vom Friedhof in die Krypta der Kirche überführt und in einer großen gemeinsamen Feier aller Zweige der Heilig-Kreuz-Kongregation verehrt.
1948 wurde der Fürsprache Moreaus ein erstes Heilungswunder zugeschrieben. 1955 begann, nach langen Vorbereitungen, der Seligsprechungsprozess. Papst Johannes Paul II. gab Moreau 2003 den Titel Ehrwürdiger Diener Gottes, Vorstufe zur Seligsprechung, die im Auftrag Benedikts XVI. am 15. September 2007 im Antarès in Le Mans unter Leitung von José Kardinal Saraiva Martins stattfand.